# Ormiscodes patagonica
Ormiscodes patagonica är en fjärilsart som beskrevs av Eugène Louis Bouvier 1926. Ormiscodes patagonica ingår i släktet Ormiscodes och familjen påfågelsspinnare. Inga underarter finns listade i Catalogue of Life.